# Vojo Kovačević
Vojo Kovačević, črnogorski general, * 1912, † 1997.

## Življenjepis
Leta 1934 je postal član KPJ. Med vojno in po vojni je bil politični komisar več enot. Njegov brat je bil Mirko Kovačević in (?) Veljko Kovačević. 